# ماينارد سولومون
ماينارد سولومون (بالإنجليزية: Maynard Solomon)‏ هو مؤرخ موسيقى ‏ ومنتج أسطوانات وملحن أمريكي، ولد في 5 يناير 1930.

## وصلات خارجية
- ماينارد سولومون على موقع ميوزك برينز (الإنجليزية)
- ماينارد سولومون على موقع أول ميوزيك (الإنجليزية)
- ماينارد سولومون على موقع ديسكوغز (الإنجليزية)